# Papuopsia striata
Papuopsia striata is een vliesvleugelig insect uit de familie Pteromalidae. De wetenschappelijke naam is voor het eerst geldig gepubliceerd in 2005 door Sureshan.